# Clement W. Fugh
Clement W. Fugh (* 1947 in Memphis (Tennessee)) ist ein US-amerikanischer Geistlicher der African Methodist Episcopal Church (AME) und derzeit Bischof des Fünften Distrikts der AME, der von Kalifornien bis Missouri reicht.

## Leben
Clement W. Fugh wuchs als Sohn des Pastors Joseph und seiner Frau Deborah Malone Fugh in Memphis in Tennessee auf, wo er die Grundschule und die High School besuchte. Dann studierte er an der Memphis State University Wirtschaft und Finanzen. Hieran schloss sich ein Studium an der Boston University an, das er mit einem Master in Praktischer Theologie und als H. Beecher Hicks Scholar abschloss. Während seines theologischen Studiums besuchte er auch Kurse an mehreren anderen theologischen Ausbildungsstätten, so an der Atlanta University, am Payne Theological Seminary, am Memphis Theological Seminary und am United Theological Seminary.
Fugh wurde als Ältester der African Methodist Episcopal Church ordiniert und diente als Pastor in den Bundesstaaten Tennessee, Kentucky und Ohio. Schließlich leitete er als Hauptpastor die Greater Bethel AME Church in Nashville in Tennessee. 2000 wurde er durch die Generalkonferenz der African Methodist Episcopal Church zum 5. Generalsekretär gewählt. 2002 wurde er auf der Generalkonferenz zum 131. Bischof der AME gewählt und geweiht. Ihm wurde der 14. Distrikt als Diözese unterstellt, der mehrere Länder in Westafrika umfasst. 2016 wurde er Bischof des Fünften Distrikts, der vor allem Gebiete im Westen der USA umfasst.

## Familie
Fugh ist verheiratet mit Alexia Butler, einer Pflegefachfrau und Beraterin klinischer Forschung; sie haben zwei Kinder, Marcia Fugh Joseph und Joseph Edward Fugh.